# Idiotropiscis lumnitzeri

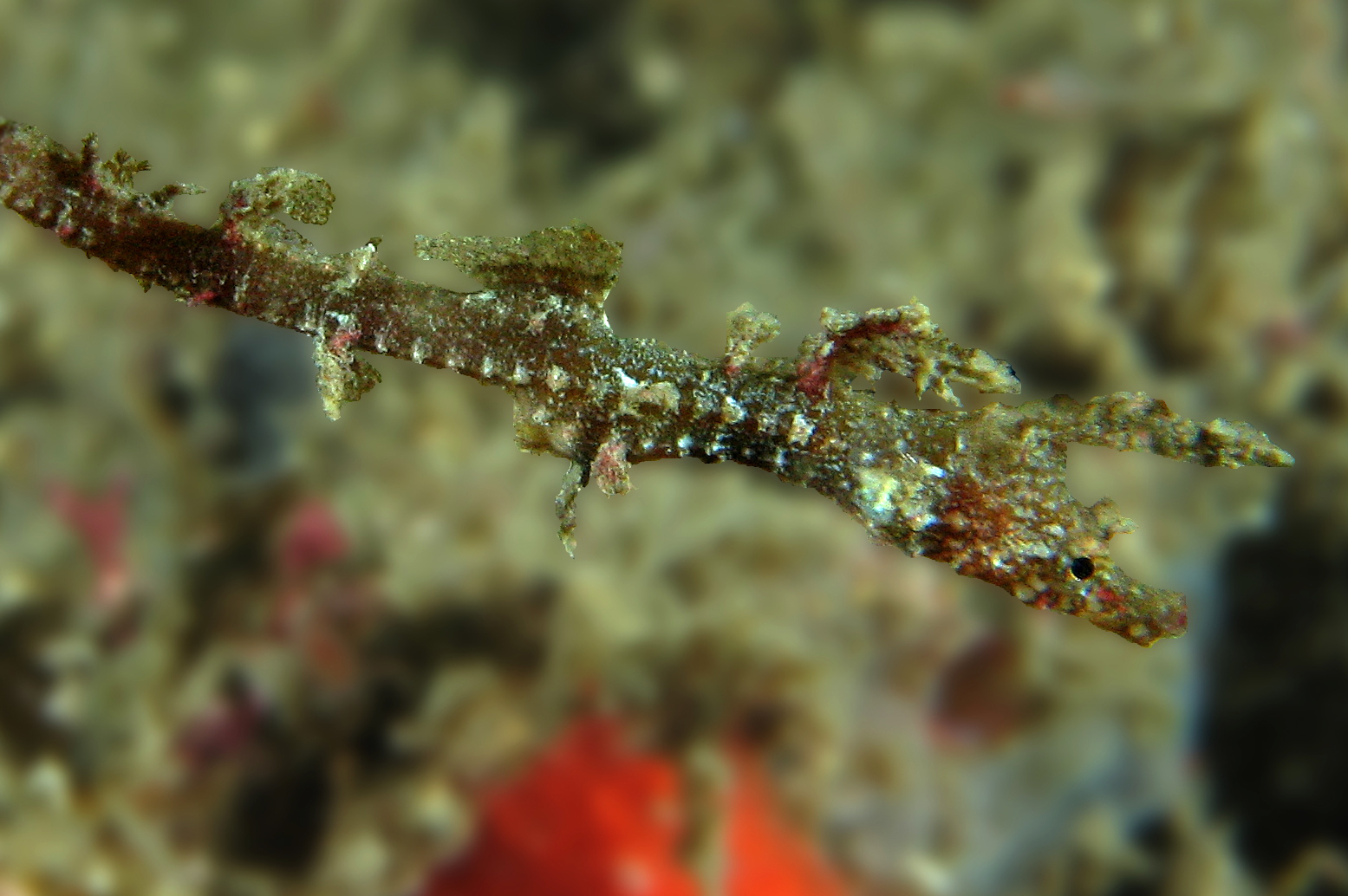
Idiotropiscis lumnitzeri, en la isla de Bare, Sídney, Australia

Idiotropiscis lumnitzeri es una especie de pez de la familia Syngnathidae, en el orden de los Syngnathiformes.
Su nombre común es caballito-pipa pigmeo de Sídney. Está emparentado con los caballitos de mar y los peces pipa. Es una especie endémica de Australia.

## Morfología
De coloración blanco a gris oscuro, con manchas irregulares de color marrón a rojo, en ocasiones totalmente rojos. Tienen proyecciones dermales irregulares en el cuerpo y cabeza, más desarrolladas sobre el ojo y bajo el hocico, principalmente rojas con ramas grises, como camuflaje.
- Carecen de espinas, teniendo entre 15-16 radios blandos dorsales y 13 radios blandos en las aletas pectorales. Cuentan con 11 anillos en el tronco y 43-44 en la cola. La nuca forma un pequeño ángulo con el eje del cuerpo, como en los caballitos de mar, pero menos pronunciado, de unos 25º.

- Alcanzan los 55 mm de longitud.[4]

## Reproducción
Es ovovivíparo y el macho transporta los huevos en una bolsa ventral, la cual se encuentra debajo de la cola.

## Hábitat
Es un pez de mar, de clima tropical, no migratorio, béntico,  y asociado a los arrecifes de coral, que vive entre 6-30 m de profundidad. Normalmente se les ve en arrecifes semi-expuestos al oleaje, entre algas rojas arbustivas, entre las que se camufla extraordinariamente.

## Distribución geográfica
Es endémico de Australia, de la región de Sídney (Clovelly, Cronulla y Botany Bay) y de la bahía de Jarvis.